# Данилково (Краснопламенское сельское поселение)
Данилково — деревня в Александровском районе Владимирской области России, входит в состав Краснопламенского сельского поселения.

## География
Деревня расположена в 13 км на юго-запад от центра поселения посёлка Красное Пламя и в 25 км на северо-запад от города Александрова, близ старого хода Ярославского шоссе.

## История
В конце XIX — начале XX века деревня входила в состав Тирибровской волости Александровского уезда. В 1859 году в деревне числилось 15 дворов, в 1905 году — 17 дворов, в 1926 году — 29 дворов.
С 1929 года деревня входила в состав Корельского сельсовета Александровского района, с 1941 года — в составе Тирибровского сельсовета Струнинского района, с 1965 года — в составе Александровского района, с 1976 года — в составе Искровского сельсовета, с 2005 года — в составе Краснопламенского сельского поселения. 

## Население
| 1859 | 1905 | 1926 | 2002 | 2010 | 2021 |
| ---- | ---- | ---- | ---- | ---- | ---- |
| 93   | ↗113 | ↗161 | ↘10  | ↗11  | ↘8   |